# Hans Mathias Kepplinger
Hans Mathias Kepplinger (* 20. Mai 1943 in Mainz) ist ein emeritierter deutscher Kommunikationswissenschaftler, der am Institut für Publizistik in Mainz tätig war. Er ist ein Schüler von Elisabeth Noelle-Neumann und Mitgründer des Unternehmens Media Tenor.

## Leben
Kepplinger studierte in Mainz, München und Berlin. 1970 wurde er bei Hans Buchheim in Mainz promoviert. 1977 habilitierte er sich für das Fach Publizistikwissenschaft. 1978 erhielt er ein Heisenberg-Stipendium der Deutschen Forschungsgemeinschaft und erhielt bis 1982 Gastprofessuren an einigen Universitäten. Von 1982 bis zu seiner Emeritierung 2011 war Hans Mathias Kepplinger Professor an der Johannes Gutenberg-Universität Mainz.

## Wissenschaftliche Aktivitäten
Kepplinger war Assistent im Mainzer Institut für Publizistik von Elisabeth Noelle-Neumann und arbeitete auch in den folgenden Jahren eng mit ihr zusammen. Mit ihr war er ein Wegbereiter der Mainzer Schule, die sich auf die Untersuchung der Wirkung von Medien konzentriert und dabei insbesondere den Journalisten als Individuum betrachtet.
Er hat mehrere Analysen der Medienberichterstattung durchgeführt, um Wechselwirkungen zwischen Veränderungen in der Gesellschaft, ihrer Darstellung in den Medien und ihren Auswirkungen auf die Bevölkerung zu untersuchen (Ölkrise, Kriegsdienstverweigerung, politisch motivierte Gewalt, Umweltschäden). Inbegriffen dabei sind Analysen zur Wirkung technischer Darstellungsmittel des Fernsehens (Kameraperspektiven, Schnitt, Ton) sowie von nonverbalen Verhaltensweisen von Politikern im Fernsehen. In den letzten Jahren untersuchte er vor allem die Entwicklung der politischen Kommunikation in der Nachkriegszeit, die Eigengesetzlichkeit von Skandalen, die Berichterstattung über den Klimawandel sowie den Einfluss des Fernsehens auf Wahlentscheidungen.
Die World Association for Public Opinion Research (WAPOR) verlieh Hans Mathias Kepplinger 2012 den Helen Dinerman Award für seine Verdienste um die Methoden der Umfrageforschung. Der Preis wird seit 1981 jährlich an Wissenschaftler vergeben, die die Methoden der Umfrageforschung in besonderem Maße vorangebracht haben.

## Öffentliche Auftritte
2015 wirkte Kepplinger als Teilnehmer an der Podiumsdiskussion „Gegen den Strom von Meinungsdiktatur und Political Correctness“ bei dem von Kirche in Not in Würzburg organisierten Kongress „Treffpunkt Weltkirche“ teil. Dessen Begriffe waren dezidiert aus dem rechten Milieu übernommen worden und – so Christiane Florin, die damalige Chefredakteurin der Zeit-Beilage Christ & Welt – eine „Pegida-Vokabel“ und eine „Diffamierung“. Christian Wölfel, Redakteur beim Bayerischen Rundfunk und der Katholischen Nachrichten-Agentur, bewertete die genannte Veranstaltung: „Die Thesen, die auf diesem einseitig besetzten Podium vertreten wurden, haben nicht viel gemein mit Meinungsfreiheit. Die eigene Haltung wird absolut gesetzt, Widerspruch nicht geduldet. Journalisten, die die teils kruden Thesen und das Wirken der Protagonisten hinterfragten, wird das Wort ‚Christenverfolgung‘ entgegengeschleudert. […] Denn was sich durch die gesamte Veranstaltung zieht: Der Aufruf, auf einzelne missliebige Berichte, etwa beim NDR, im Spiegel oder im Radiosender Bayern2, mit organisierten Proteststürmen zu reagieren.“

## Veröffentlichungen (Auswahl)
- Risikofallen: und wie man sie vermeidet. Herbert von Halem Verlag. Köln,  2021, ISBN  978-3-86962-614-7.
- Totschweigen und Skandalisierung. Was Journalisten über ihre eigenen Fehler denken. Herbert von Halem Verlag, Köln 2017, ISBN 978-3-86962-284-2.
- Die Mechanismen der Skandalisierung. Neuauflage. Olzog Verlag, München 2012, ISBN 978-3-7892-8248-5.
- mit Senja Post: Die Klimaforscher sind sich längst nicht sicher. (Ergebnisse einer Klimaforscher Online-Befragung in Deutschland) Kurzfassung in: Die Welt. 25. September 2007.
- mit Marcus Maurer: Abschied vom rationalen Wähler. Warum Wahlen im Fernsehen entschieden werden. Freiburg i.Br. 2005.
- Die Mechanismen der Skandalierung. Die Macht der Medien und die Möglichkeiten der Betroffenen. 2. Auflage. München 2005.
- Die Demontage der Politik in der Informationsgesellschaft. Freiburg i. Br. 1998.
- mit Otto Benkert und Katharina Sobota: Psychopharmaka im Widerstreit. Springer Verlag, Heidelberg u. a. 1995, ISBN 3-540-58785-3.
- Künstliche Horizonte. Folgen, Darstellung und Akzeptanz von Technik in der Bundesrepublik. Campus Verlag, Frankfurt am Main 1989.
- Darstellungseffekte. Experimentelle Untersuchungen zur Wirkung von Pressefotos und Fernsehfilmen. Karl Alber, Freiburg/München 1987, ISBN 3-495-47623-7.
- Die aktuelle Berichterstattung des Hörfunks. Eine Inhaltsanalyse der Abendnachrichten und politischen Magazine. Karl Alber, Freiburg/München 1985, ISBN 3-495-47580-X.
- mit Elisabeth Noelle-Neumann und Winfried Schulz (Hrsg.): Alber-Broschur Kommunikation. 20 Bände. Karl Alber, Freiburg/München 1975 bis 1995.